# Lenins mausoleum
Lenins mausoleum ligger ved den Røde Plads i Moskva, Rusland. Det er et mausoleum som tjener som det sidste hvilested for Vladimir Lenin. Hans balsamerede krop har ligget til offentlig fremvisning siden 1924, det år han døde. Aleksej Sjtjusevs (russisk: Алексе́й Ви́кторович Щу́сев) lille men monumentale granitstruktur indeholder elementer fra de antikke mausoleer som Djoserpyramiden og Cyrus den stores grav. 
Lenins lig blev midlertidigt fjernet i oktober 1941 under 2. verdenskrig og evakueret til Tjumen, da det så ud som om Moskva var i overhængende fare for at blive erobret af de invaderende tyske tropper. Efter krigen blev hans lig lagt tilbage i graven og der blev åbnet for offentlig adgang igen.
Josef Stalins balsamerede lig havde en plads ved siden af Lenin fra hans død 1953 indtil den 31. oktober 1961, da Stalin blev fjernet og begravet udenfor Kremls mure som en del af af-staliniseringen efter hans død. 
Boris Jeltsin, med støtte fra den russiske ortodokse kirke, havde planer om at lukke graven og begrave Lenin, men det lykkedes ikke at gennemføre det.
Balsameringen og den offentlige adgang inspirerede til lignende grave for Mao Zedong og Ho Chi Minh, selv om det stred imod deres specifikke ønske.
55°45′13″N 37°37′11″Ø / 55.75361°N 37.61972°Ø